# Nahverkehr in Saarbrücken

SPNV in Saarbrücken

Den öffentlichen Personen-Nahverkehr in der saarländischen Landeshauptstadt Saarbrücken bestreiten Regionalzüge, Stadtbahnzüge, Regionalbusse und Stadtbusse.

## Regionalverkehr

### Bahnhöfe und Haltepunkte

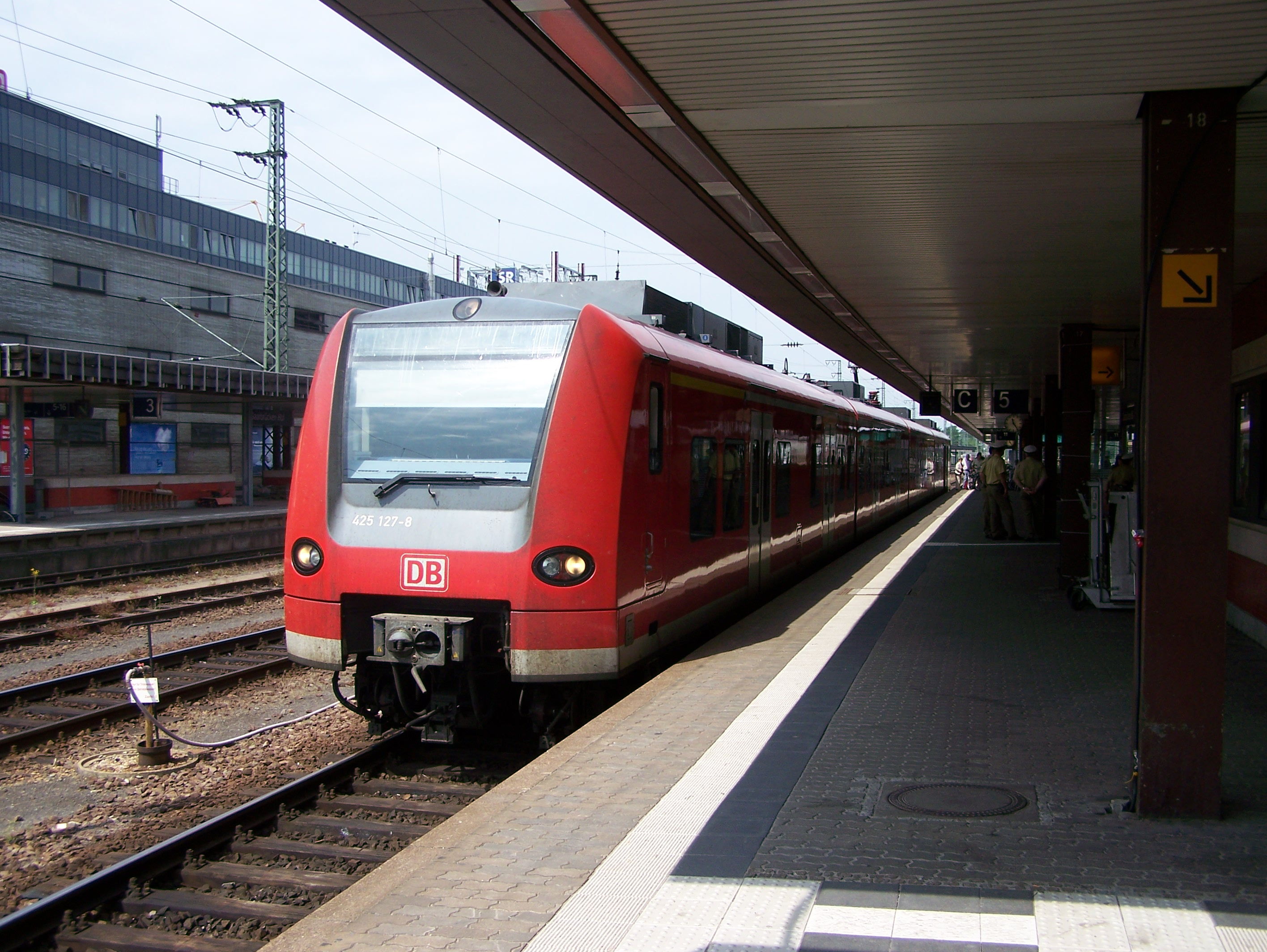
Zug der Baureihe 425 im Hauptbahnhof Saarbrücken

Im Stadtgebiet von Saarbrücken befinden sich acht Bahnhöfe und Haltepunkte, die von den Regionalzügen (Regionalbahnen und Regional-Express-Züge) der Deutschen Bahn AG und der vlexx GmbH bedient werden.
Diese liegen an den Strecken Mannheim-Saarbrücken (KBS 670), Saarbrücken-Neunkirchen-Türkismühle (Nahetalbahn) (KBS 680), Saarbrücken-Trier (Saarstrecke) (KBS 685) und Saarbrücken-Sarreguemines (KBS 684).
| Bahnhof im Stadtgebiet | Linien, die diesen Bahnhof bedienen     | Bahnhofskategorie | Kursbuchstrecken (KBS)  |
| ---------------------- | --------------------------------------- | ----------------- | ----------------------- |
| Saarbrücken Hbf        | RB 68, RB 70, RB 71, RB 73, RB 77, RE 1 | 2                 | 670, 674, 680, 684, 685 |
| Saarbrücken Ost        | RB 68, RB 71, (RE 1*)                   | 5                 | 670, 674                |
| Scheidt (Saar)         | RB 71, (RE 1*)                          | 5                 | 670, 674                |
| Dudweiler              | RB 73                                   | 6                 | 680                     |
| Saarbrücken-Burbach    | RB 70, RB 71, RB 77, (RE 1*)            | 5                 | 685                     |
| Burbach Mitte          | RB 70, RB 71, RB 77, (RE 1*)            | 5                 | 685                     |
| Schafbrücke            | RB 71                                   | 6                 | 670, 674                |
| Jägersfreude           | RB 73                                   | 6                 | 680                     |
|                        | * = nur Einzelzüge                      |                   |                         |

Seit 9. Dezember 2012 wird auch der Haltepunkt Saarbrücken-Burbach Mitte von den Regionalzügen der Linie RB 71 bedient, womit sich die Anzahl der in Saarbrücken von der Deutschen Bahn AG bedienten Haltepunkte auf acht erhöht hat.
Drei weitere Bahnhöfe im Stadtgebiet von Saarbrücken (Saarbrücken-Brebach, Saarbrücken-Güdingen und Saarbrücken-Bübingen) werden von Stadtbahnzügen bedient.

### Linien
| Linie | Takt (in der HVZ) | Linienverlauf                                              | Halte im Stadtgebiet                                                                                       | Zugmaterial                |
| ----- | ----------------- | ---------------------------------------------------------- | --- | -------------------------- |
| RB 68 | 60 min.           | Saarbrücken – Pirmasens                                    | Saarbrücken Hbf, Saarbrücken Ost, Scheidt(Saar)                                                            | Baureihe 642               |
| RB 70 | 60 min.           | Saarhölzbach – Merzig (Saar) – Saarbrücken – St. Ingbert   | Saarbrücken Hbf, Burbach Mitte, Saarbrücken-Burbach, Saarbrücken Ost, Schafbrücke, Scheidt (Saar)          | Alstom Coradia Continental |
| RB 71 | 60 min.           | Trier – Saarbrücken – Homburg (Saar)                       | Saarbrücken Hbf, Burbach Mitte, Saarbrücken-Burbach, Saarbrücken Ost, Schafbrücke, Scheidt (Saar)          | Alstom Coradia Continental |
| RB 73 | 30 min.           | Saarbrücken – St. Wendel (-Türkismühle)                    | Saarbrücken Hbf, Jägersfreude, Dudweiler                                                                   | Bombardier Talent 3        |
| RE 1  | 60 min.           | Koblenz – Trier – Saarbrücken – Kaiserslautern (-Mannheim) | Saarbrücken Hbf; nur Einzelleistungen: Saarbrücken-Burbach, Burbach Mitte, Saarbrücken Ost, Scheidt (Saar) | Stadler Flirt              |

Durch Linienüberschneidungen und Verstärkerzüge im Berufsverkehr ergeben sich im Stadtgebiet von Saarbrücken teilweise 10- bis 30-Minuten-Takte.
Seit Sommer 2014 wird die Strecke Merzig(Saar) – Saarbrücken – Homburg (Saar) Hbf im 30-Minuten-Takt bedient, sodass sich im Großraum Saarbrücken durch Linienüberschneidungen dichtere Takte ergeben.
Die RB-Linien werden mit Elektrotriebwagen des Typs Coradia Continental (1440) und der RE1 mit Elektrotriebwagen des Typs Stadler Flirt 2 (429) Auf den RB-Linien 68 und 77 kommen Dieseltriebwagen der Baureihe 642 zum Einsatz.

### Ausfalllinien
Neben den oben genannten Linien, die die Bahnhöfe im Stadtgebiet bedienen, starten von Saarbrücken Hbf aus – neben vielen Fernverkehrsverbindungen – viele regionale Bahnlinien, die der Anbindung an Anrainergemeinden und -städte dienen.
- RB 72 (Saarbrücken – Lebach)
- RB 76 (Saarbrücken – Wemmetsweiler – Homburg)
- RB 77 (Niedaltdorf – Dillingen – Saarbrücken Hbf (2× täglich))
- RE 1 (Koblenz – Trier – Saarbrücken – Homburg – Kaiserslautern – Mannheim)
- RE 3 (Saarbrücken – Neunkirchen – Mainz – Frankfurt am Main Flughafen – Frankfurt am Main)
- RE 18 (Saarbrücken – Forbach – Metz)
- RE 19 (Saarbrücken – Saargemünd – Straßburg)

## Saarbahn

### Saarbahnhöfe und -haltestellen

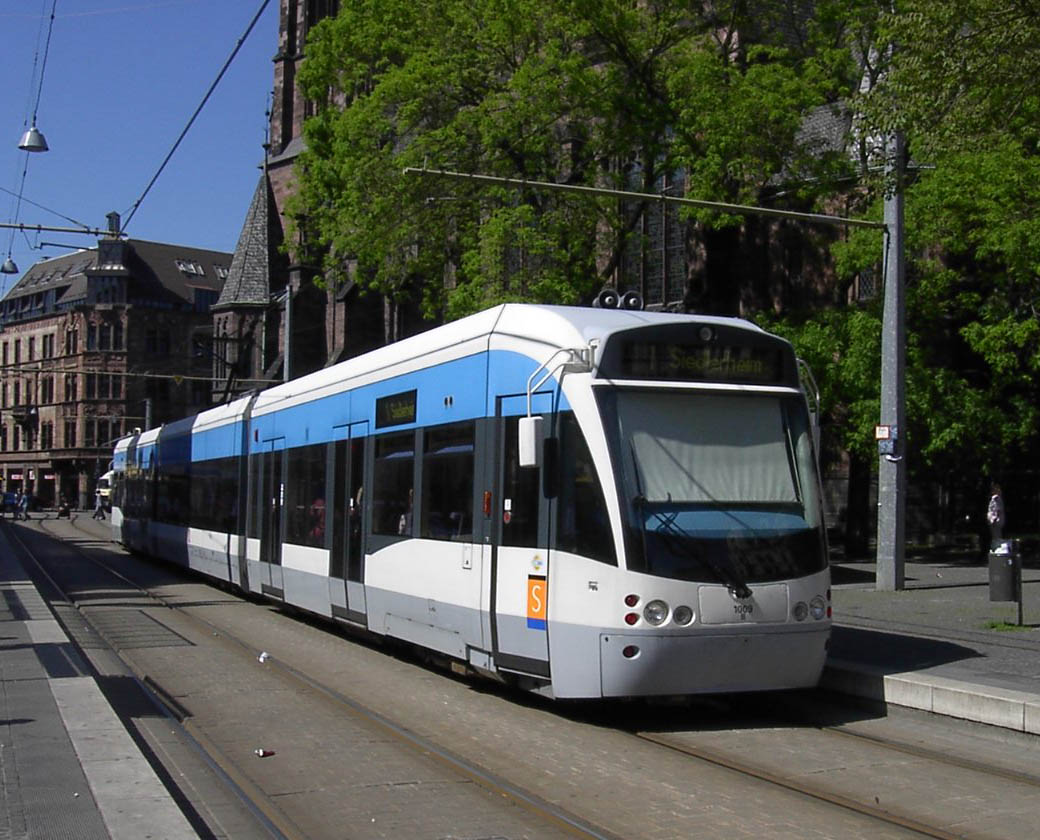
Saarbahn an der Haltestelle Johanneskirche

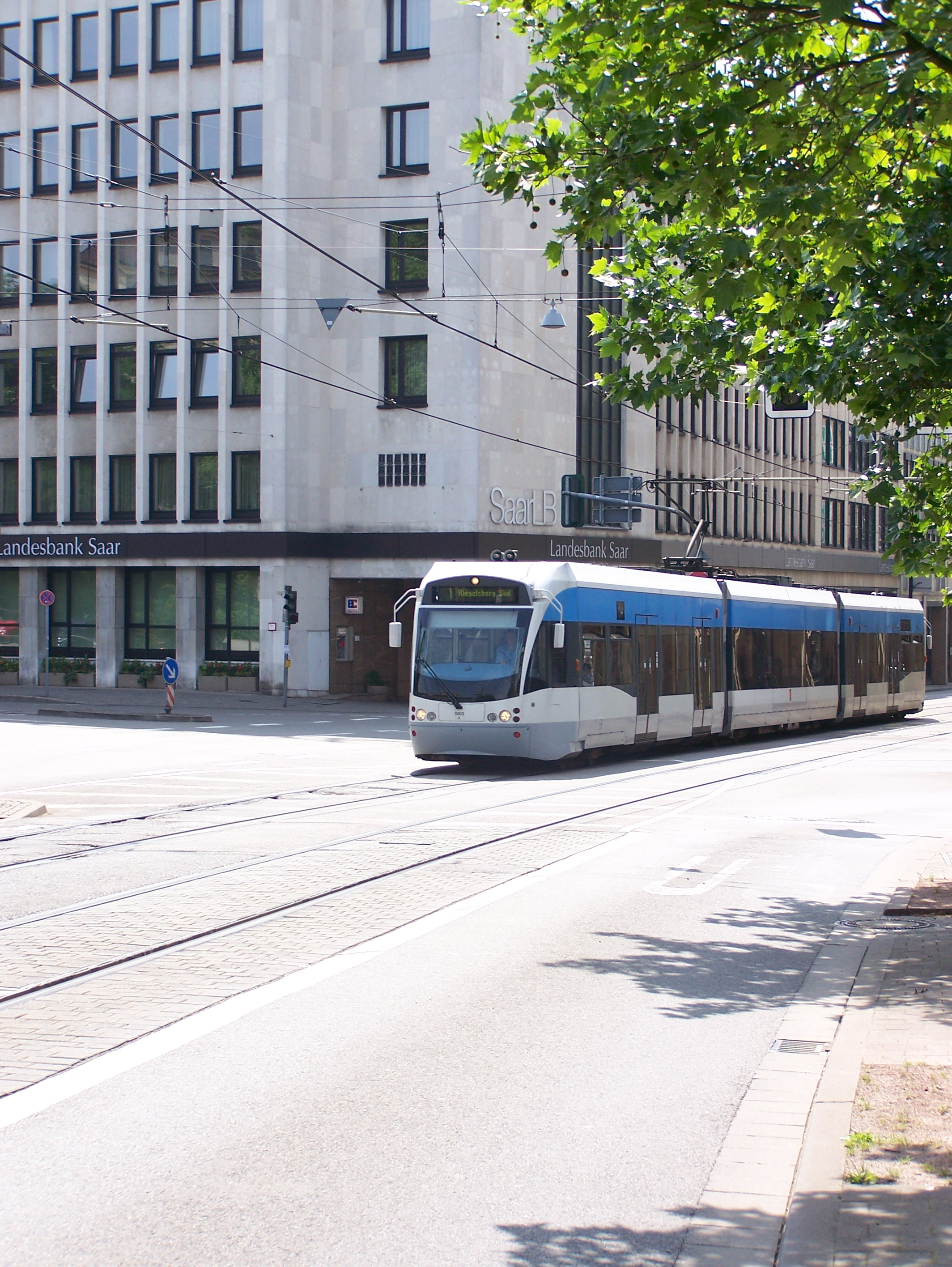
Stadtbahn vor der Saarländischen Landesbank SaarLB

Im Stadtgebiet von Saarbrücken befinden sich 18 (19) Stadtbahnhaltestellen, die von den Bahnen der Saarbahn, einem Tram-Train-System des Nahverkehrsunternehmens der Landeshauptstadt, bedient werden.
| Bahnhof/Haltestelle      | Linien        | Takt (in der HVZ) |
| ------------------------ | ------------- | ----------------- |
| Bübingen Bf              | S 1           | 15 min.           |
| Güdingen Bf              | S 1           | 15 min.           |
| Brebach Bf               | S 1           | 7–8 min.          |
| Römerkastell             | S 1           | 7–8 min.          |
| Kieselhumes              | S 1           | 7–8 min.          |
| Hellwigstraße            | S 1           | 7–8 min.          |
| Uhlandstraße             | S 1           | 7–8 min.          |
| Landwehrplatz            | S 1           | 7–8 min.          |
| Johanneskirche           | S 1           | 7–8 min.          |
| Kaiserstraße             | S 1           | 7–8 min.          |
| Hauptbahnhof             | S 1           | 7–8 min.          |
| Trierer Straße           | S 1           | 7–8 min.          |
| Ludwigstraße             | S 1           | 7–8 min.          |
| Cottbuser Platz          | S 1           | 7–8 min.          |
| Pariser Platz/St. Paulus | S 1           | 7–8 min.          |
| Rastpfuhl                | S 1           | 7–8 min.          |
| Siedlerheim              | S 1           | 7–8 min.          |
| Heinrichshaus            | S 1           | 15 min.           |
|                          |               |                   |
| Messebahnhof             | außer Betrieb | außer Betrieb     |

Bei großen Veranstaltungen im Messegelände wurde bis 2009, i. d. R. auf Bestellung, zusätzlich die Linie S2 Römerkastell – Fürstenhausen betrieben.
Darüber hinaus bedienen die Stadtbahnen auch Haltestellen in den Anrainergemeinden Saargemünd, Kleinblittersdorf, Lebach, Heusweiler und Riegelsberg.

### Linien
| Linie | Takt (in der HVZ)                                                | Linienverlauf im Saarbrücker Stadtgebiet                                              |
| ----- | ---------------------------------------------------------------- | ------------------------------------------------------------------------------------- |
| S 1   | 7–8 min. (Brebach-Siedlerheim), 15 min. (Bübingen-Heinrichshaus) | (Bübingen-)Brebach-Römerkastell-Johanneskirche-Hauptbahnhof-Rastpfuhl(-Heinrichshaus) |

### Weiterführende Informationen
Das Saarbrücker Stadtbahnnetz, ein Netz nach dem Karlsruher Modell, stellt in mehreren Aspekten eine Einzigartigkeit dar: die Saarbrücker Stadtbahn ist die erste, die Stadtbahn- und Eisenbahnnetz verbindet und allein mit Niederflurwagen bedient wird. Weiterhin stellt sie die einzige internationale und die längste Sololinie dar.
Weitere Informationen zur Stadtbahn Saarbrücken im Hauptartikel Saarbahn

## Regionalbusse
Lange Zeit betrieb die Saar-Pfalz-Bus, ein Tochterunternehmen der Deutschen Bahn AG, mehrere Regionalbuslinien von und nach Saarbrücken. Seit dem 1. Januar 2012 fahren verstärkt private Verkehrsunternehmen Linien in Eigenregie:
| Linie | Linienverlauf | Betreiber                           | Bemerkungen                             |
| ----- | --- | ----------------------------------- | --------------------------------------- |
| R10   | Saarbrücken – Saarbrücken Airport – Blieskastel                                                                         | Saar-Mobil, ehemals Saar-Pfalz-Bus  |                                         |
| R13   | Saarbrücken-Hostenbach-Schaffhausen (Saar)-Werbeln-Differten-Überherrn-Bisten                                           | Aloys Baron seit 1. Mai 2013        |                                         |
| 150   | Saarbrücken – Universität – Neuweiler                                                                                   | Aloys Baron, ehemals Saar-Pfalz-Bus |                                         |
| 166   | Saarbrücken-Fürstenhausen-Großrosseln                                                                                   | Aloys Baron seit 1. Januar 2012     |                                         |
| 170   | St. Ingbert Bf – Universität – St. Ingbert Bf                                                                           | Saar-Mobil, ehemals Saar-Pfalz-Bus  |                                         |
| 172   | Saarbrücken-Fischbach-Quierschied-Merchweiler-Göttelborn                                                                | Reise Fischer GmbH                  |                                         |
| 175   | Saarbrücken-Fischbach-Hühnerfeld-Altenwald-Bildstock-Illingen                                                           | Reise Fischer GmbH                  |                                         |
| 321   | Saarbrücken-Heusweiler-Wiesbach-Uchtelfangen/Illingen                                                                   | NVG GmbH, ehemals Saar-Pfalz-Bus    |                                         |
| 506   | Saarbrücken – Rentrisch – St.Ingbert – Blieskastel                                                                      | Saar-Mobil, ehemals Saar-Pfalz-Bus  |                                         |
| X66   | Saarbrücken – Sotzweiler – Bergweiler – Hasborn – Theley – Tholey                                                       | Saar-Mobil                          | Schnellverkehr jeweils über Autobahn A1 |
| MS    | (DFG –) Saarbrücken – Morsbach – Rosbruck – Naßweiler – Cocheren – Merlebach – Freyming – Hombourg-Haut (– Sankt Avold) | Aloys Baron                         | SONDERTARIF                             |
| L40   | Saarbrücken – Luxemburg Hbf                                                                                             | Voyages Emile Weber Sàrl.           | CFL-Saarbrücken Express, SONDERTARIF    |

## Stadtbusse
Die Saarbahn GmbH, das städtische Verkehrsunternehmen der Landeshauptstadt Saarbrücken, sowie die Völklinger Verkehrsbetriebe (VVB) betreiben in Saarbrücken etwa 50 Stadtbuslinien.
Diese tragen im Rahmen der saarlandweiten Vereinheitlichung der Liniennummerierung – mit Ausnahme der verbund- und landesüberschreitenden Linie 30 – die Nummern 101–189.
Sie dienen der Anbindung der nicht versorgten Stadtteile an die Stadtbahn, dem innerstädtischen Verkehr zwischen nicht schienenangebundenen Orten und sekundär der Verbindung der Landeshauptstadt an Anrainergemeinden und -städte.
| 30                      | Hauptbahnhof – Messezentrum – Goldene Bremm – Forbach Gare                                                                                            | 60 min.    | S&B/Forbus  | nur Standardbusse                                 |
| 101                     | Füllengarten – Rathaus/Johanneskirche – Uni – Dudweiler                                                                                               | 30 min.    | S&B         | Mo. – Sa. Gelenkbusse; So. u. Fe Standardbusse    |
| 102                     | Altenkessel – Rathaus/Johanneskirche – Uni – Dudweiler                                                                                                | 30 min.    | S&B         | Mo. – Sa. Gelenkbusse; So. u. Fe Standardbusse    |
| 103                     | Klarenthal Jägerpfad/Birkenweg – Ottenhausen – Gersweiler – Rathaus/Johanneskirche – Dudweiler – Schnappach/Hühnerfeld – Altenwald Skatezentrum       | 30 min.    | S&B         | Mo. – Sa. Gelenkbusse; So. u. Fe Standardbusse    |
| 104                     | Klarenthal Weidenstraße/Birkenweg – Am Sprinkshaus – Gersweiler – Rathaus/Johanneskirche – Dudweiler – Friedrichsthal – Spiesen-Elversberg            | 30 min.    | S&B         | Mo. – Sa. Gelenkbusse; So. u. Fe Standardbusse    |
| 105                     | Rodenhof – Hauptbahnhof – Schloßplatz – Römerkastell – Am Zoo – Eschberg                                                                              | 15–30 min. | S&B         | nur Standardbusse                                 |
| 106                     | Folsterhöhe – Bellevue – Rathaus/Johanneskirche – Rotenbühl – Rotenbühl Ende                                                                          | 30 min.    | S&B         | nur Standardbusse                                 |
| 107                     | Folsterhöhe – Rathaus/Johanneskirche – Rotenbühl (– Rotenbühl Ende –) Saarbasar                                                                       | 30 min.    | S&B         | Mo. – Sa. Gelenkbusse; So. u. Fe Standardbusse    |
| 108                     | Luisenthal Bahnhof/Matzenberg Siedlung – Burbach – Malstatt – Hauptbahnhof – Schloßplatz – Klinikum Saarbrücken                                       | 60 min.    | S&B         | nur Standardbusse                                 |
| 109                     | Goldene Bremm – Bellevue – Rathaus/Johanneskirche – Uni                                                                                               | 30 min.    | S&B         | nur Standardbusse                                 |
| 110                     | Rathaus – Rabbiner-Rülf-Platz – Burbacher Markt – Rockershausen – Luisenthal – Völklingen Stadtbad – Völklingen Bahnhof – Völklingen Weltkulturerbe   | 30 min.    | S&B/VVB     | SCHNELLVERKEHR                                    |
| 111                     | Rathaus – Universität | 30 min.    | S&B         | nur an Vorlesungstagen, nur Gelenkbusse           |
| 112                     | Hauptbahnhof – Universität | 30 min.    | S&B         | nur an Vorlesungstagen, nur Gelenkbusse           |
| 120                     | Brebach Bahnhof – Fechingen – Ensheim Marktweg – Ensheim Sportplatz/Ormesheim                                                                         | 15 min.    | S&B         | nur Standardbusse                                 |
| 121                     | Hauptbahnhof – HTW/SWS – Bellevue – Schloßplatz – Rathaus                                                                                             | 30 min.    | S&B         | nur Standardbusse                                 |
| 122                     | Füllengarten Siedlung – IT-Park – Burbach – Malstatt – Hauptbahnhof – Rathaus/Johanneskirche – Römerkastell – Funkhaus Halberg1 – Schafbrücke         | 30 min.    | S&B         | nur Standardbusse                                 |
| 123                     | Habsterdick/Goldene Bremm – ZF – Bellevue – Hauptbahnhof                                                                                              | 30 min.    | S&B         | nur Standardbusse                                 |
| 124                     | Betriebshof – Hauptbahnhof – Universität | 15–30 min. | S&B         | verkehrt nur Mo. – Fr., nur Gelenkbusse           |
| 125                     | Rodenhof – Hauptbahnhof – Rathaus/Johanneskirche – Am Homburg – Jägersfreude – Dudweiler                                                              | 30 min.    | S&B         | nur Standardbusse                                 |
| 126                     | (Goldene Bremm – (Neue Bremm –)) Habsterdick – Betriebshof – WHB – Staatstheater – St. Arnual – Güdingen – Globus Handelshof – Brebach Bf             | 60 min.    | S&B         | nur Standardbusse                                 |
| 126                     | (Betriebshof/Hauptbahnhof –) WHB – Staatstheater – St. Arnual – Sonnenberg Krankenhaus (– Güdingen – Güdingen – Globus Handelshof – Brebach Bf)       | 60 min.    | S&B         | nur Standardbusse                                 |
| 128                     | (Rastpfuhl –) Rußhütte – Hauptbahnhof – Staatstheater – Wackenberg (– Klinikum Saarbrücken)                                                           | 30 min.    | S&B         | nur Standardbusse, Werktags 3-Min.-Pause am HBF   |
| 129                     | Bernkasteler Platz – Rastpfuhl – (Westpark –) HTW/SWS – Rathaus                                                                                       | 60 min.    | S&B         | nur Standardbusse                                 |
| 130                     | (Römerkastell –) Brebach Bahnhof – Fechingen Nachtweide                                                                                               | 60 min.    | S&B         | nur Standardbusse                                 |
| 131                     | Brebach Bahnhof – Güdingen – Bübingen | 60 min.    | S&B         | nur Standardbusse                                 |
| 132                     | Dudweiler – Fischbach – Quierschied (– Sulzbach) | 30–60 min. | Saar-Mobil  | nur Standardbusse                                 |
| 134                     | Bernkasteler Platz – Rastpfuhl – Burbach – Gersweiler – Ottenhausen/Am Sprinkshaus – Klarenthal Dellbrückschacht                                      | 60 min.    | S&B         | nur Standardbusse                                 |
| 135                     | Römerkastell – Schafbrücke – Scheidt | 60 min.    | S&B         | nur Standardbusse                                 |
| 136                     | Klinikum Saarbrücken – Römerkastell – Ostbahnhof – Rotenbühl – Uni – Dudweiler                                                                        | 60 min.    | S&B         | nur Standardbusse                                 |
| 137                     | Römerkastell – Bischmisheim – Brebach Bahnhof | 30–60 min. | S&B         | nur Standardbusse                                 |
| 138                     | Dudweiler – Uni – Scheidt – Schafbrücke – Römerkastell                                                                                                | 30 min.    | S&B         | nur Standardbusse                                 |
| 139                     | Römerkastell – Ostbahnhof – Eschberg | 60 min.    | S&B         | nur Standardbusse                                 |
| 140                     | Landwehrplatz – Hauptbahnhof – Rastpfuhl – Riegelsberg Süd – Heusweiler – Eiweiler – Lebach                                                           | 2× tägl.   | S&B         | SCHNELLVERKEHR, nur Standardbusse                 |
| 150                     | Rathaus – Universität – Neuweiler Sternplatz | –          | Aloys Baron | nur Standardbusse                                 |
| 151                     | Rastpfuhl – Burbacher Bf – Hauptbahnhof – Burbacher Bf – Rockershausen – Altenkessel – Luisenthal – Klarenthal – Gersweiler – Betriebshof             | –          | S&B         | Sonn- u. Feiertag in der Frühe, nur Standardbusse |
| 152                     | Hauptbahnhof – Staatstheater – Römerkastell – Brebach – Bischmisheim – Fechingen – Eschringen – Ormesheim                                             | –          | S&B         | Sonn- u. Feiertag in der Frühe, nur Standardbusse |
| 153                     | Hauptbahnhof – Rathaus/Johanneskirche – Rotenbühl – Eschberg                                                                                          | –          | S&B         | Sonn-u. Feiertag in der Frühe, nur Standardbusse  |
| 154                     | Heusweiler – Riegelsberg – Rastpfuhl – Hauptbahnhof – Staatstheater – Römerkastell – Halberger Hütte                                                  | –          | S&B         | Sonn- u. Feiertag in der Frühe, nur Standardbusse |
| 161                     | Römerkastell – Funkhaus Halberg | 60 min.    | S&B         | nur Standardbusse                                 |
| 162                     | Römerkastell – SaarBasar | 30 min.    | S&B         | nur Standardbusse                                 |
| 163                     | Dudweiler Bhf – Uni – Scheidt | vereinz.   | S&B         | nur an Vorlesungstagen, nur Standardbusse         |
| 164                     | Dudweiler Dudoplatz – Welkertwiesen – Grühlingshöhe – Dudweiler Dudoplatz                                                                             | 60 min.    | S&B         | nur Standardbusse                                 |
| 165                     | Rußhütte – Rastpfuhl – Burbacher Markt | 60 min.    | S&B         | nur Standardbusse                                 |
| 166                     | Rathaus – Gersweiler Stangenmühle – Fürstenhausen – Fenne – Geislautern – Großrosseln                                                                 | vereinz.   | Aloys Baron | nur Standardbusse                                 |
| 170                     | Uni – St. Ingbert | 60 min.    | Saar-Mobil  | nur Standardbusse                                 |
| 180                     | Völklingen – Heidstock – Altenkessel | 60 min.    | VVB         | nur Standardbusse                                 |
| 181                     | Völklingen – Luisenthal (– Altenkessel) – Heidstock                                                                                                   | 60 min.    | VVB         | nur Standardbusse                                 |
| 189                     | Völklingen – Fürstenhausen (– Hasseleich) – Fenne (– Klarenthal An den Zieglhütten) – Klarenthal Raffineriestraße – Fenne (– Hasseleich) – Völklingen | 60 min.    | VVB         | nur Standardbusse                                 |
| 1: Halt ab 1. Juni 2015 | |            |             |                                                   |

Fahrplanstand: 11. April 2015
Bei den meisten Linien wird der Takt im morgendlichen Berufsverkehr verdichtet. Der Schulverkehr wird mit 800er Liniennummern betrieben (teilweise Gelenk –, teilweise Standardbusse).

## Verkehrs- und Tarifverbund

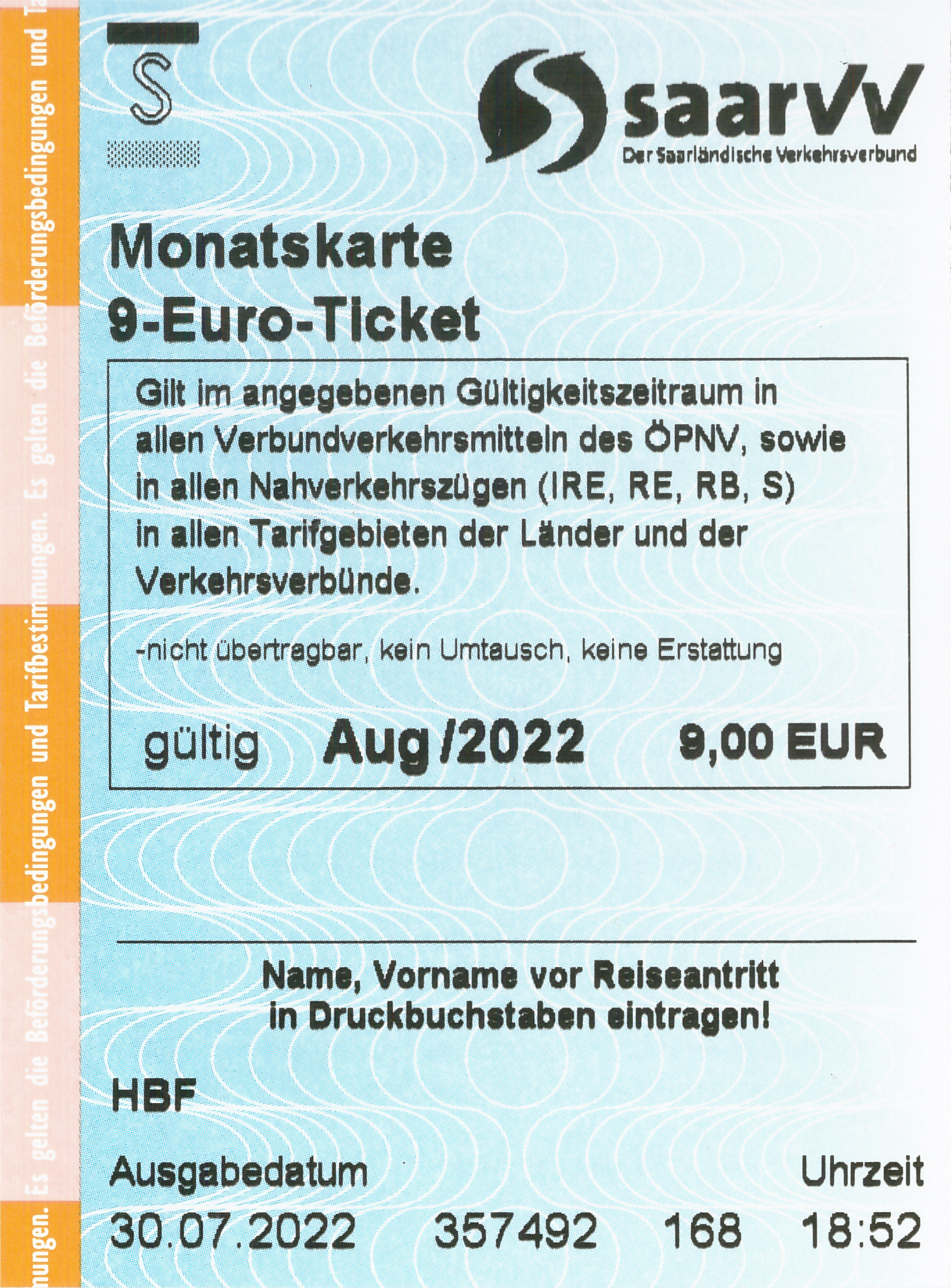
Fahrkarte des SaarVV

Alle öffentlichen Verkehrsmittel, die im Gebiet der Landeshauptstadt Saarbrücken verkehren, sind – wie auch alle anderen im gesamten Saarland verkehrenden öffentlichen Verkehrsmittel – Teil des Saarländischen Verkehrsverbundes und können somit mit einer Fahrkarte benutzt werden.
(Beinahe) das gesamte Gebiet Saarbrückens liegt in der Wabe 111 (Großwabe Saarbrücken). Der äußerste Nord-Westen Klarenthals (Richtung Fenne), sowie eine Haltestelle in Altenkessel, gehören jedoch zur Wabe 191 (Großwabe Völklingen)

## Zukunftspläne & Visionen
Der Verkehrsentwicklungsplan 2030 der Landeshauptstadt Saarbrücken sieht sowohl die Erweiterung der Stadtbahn als auch die Schaffung einer S-Bahn Saarbrücken vor. In dieses Netz sollen die bisherigen Regionalbahnlinien mit einfließen sowie neue Verbindungen entstehen. Auf Basis der Daten des Verkehrsentwicklungsplans (VEP) wurde die Darstellung der Vision ÖPNV Saarbrücken 2030 visualisiert. Ob die dafür notwendigen Fördermittel bereitgestellt werden, ist jedoch unklar.